# Kynureninase
Kynureninase is een enzym dat voorkomt in het centraal zenuwstelsel van mensen en dieren. Het enzym katalyseert de hydrolytische splitsing van kynurenine in antranilzuur. Kynurenine is een metaboliet die in het lichaam wordt aangemaakt uit het aminozuur tryptofaan. Het enzym speelt een rol in de biosynthese van NAD uit tryptofaan.
Kynurenine is een voorloper van verschillende stoffen die betrokken zijn bij de hersenfuncties, waaronder kynureninezuur en chinolinezuur. Wanneer kynurenine niet goed wordt afgebroken, kan dit leiden tot een ophoping van deze stoffen in de hersenen, wat kan leiden tot aandoeningen zoals schizofrenie en Alzheimer.
Er wordt onderzoek gedaan naar het gebruik van kynureninase als behandeling voor aandoeningen die verband houden met een verstoorde balans van kynurenine in de hersenen.